# アポロニウス点
ユークリッド幾何学において、 アポロニウス点（アポロニウスてん、英:Apollonius point）はクラーク・キンバリングの Encyclopedia of Triangle CentersでX(181)として登録されている三角形の心である。 3つの傍接円に外接する円と、傍接円の接点の成す三角形と元の三角形の配景として定義される。
文献によっては等力点に対してアポロニウス点の名を使用する場合もある。これは、等力点の性質にアポロニウスの円が関係することに由来する。
アポロニウスの問題の解は何世紀も前から知られていたが、1987年に初めて、アポロニウス点の指摘がなされた。

## 定義
アポロニウス点の定義は以下のとおりである。

△ABCの辺の延長
傍接円EA, EB, EC
△ABCのアポロニウス円
AA', BB', CC'の交点アポロニウス点

△ABC について、A, B, Cの傍接円をそれぞれEA, EB, ECとする。また、E を EA, EB, EC に内接する円として定義する。EとEA, EB, ECの接点をそれぞれA', B', C' として
AA', BB', CC' は共点である。この点を△ABCのアポロニウス点という。
アポロニウスの問題とは、3円に接する円の構成に関する問題である。一般的に、3つの円に接する円は最大8つ存在する。3つの傍接円の場合は、九点円や三角形の3辺が解の一つとなる。Encyclopedia of Triangle Centersの中でEはアポロニウス円（Apollonius circle）と呼ばれている。
アポロニウス円の半径は{\displaystyle {\frac {r^{2}+s^{2}}{4r}}}である。ただしr,sはそれぞれ内接円の半径、半周長である。

## 三線座標
アポロニウス点の三線座標は以下の式で与えられる。
{\displaystyle {\begin{array}{ccccc}&\displaystyle {\frac {a(b+c)^{2}}{b+c-a}}&:&\displaystyle {\frac {b(c+a)^{2}}{c+a-b}}&:&\displaystyle {\frac {c(a+b)^{2}}{a+b-c}}\\[4pt]=&\sin ^{2}\!A\,\cos ^{2}{\frac {B-C}{2}}&:&\sin ^{2}\!B\,\cos ^{2}{\frac {C-A}{2}}&:&\sin ^{2}\!C\,\cos ^{2}{\frac {A-B}{2}}\end{array}}}

## 証明
A',Jをそれぞれ、Aの傍接円とアポロニウス円、内接円とアポロニウス円の外側の相似中心とすると、頂点Aは内接円とAの傍接円の外側の相似中心なので、モンジュの定理よりA,A',Jは共線である。傍接円とアポロニウス円は接しているので、A'はその接点である。同様にして、B,B',JとC,C',Jの共線も分かり、AA', BB', CC'は内接円とアポロニウス円の外側の相似中心J、つまりアポロニウス点で交わる。

## 関連する図形

### アポロニウス三角形
アポロニウス円と傍接円の接点が成す三角形はアポロニウス三角形（Apollonius triangle）と呼ばれる。
アポロニウス円の中心はEncyclopedia of Triangle CentersではX(970)にあたる。X(970)はブロカール軸上に位置する。九点円とアポロニウス円の内側の相似中心はシュピーカー中心である。したがって九点円の中心、シュピーカー中心、X(970)は共線である。X(970)の三線座標は以下の式で与えられる。{\displaystyle (r^{2}-s^{2})\cos A+2rs\sin A:(r^{2}-s^{2})\cos B+2rs\sin B:(r^{2}-s^{2})\cos C+2rs\sin C}
内接円とアポロニウス円の内側の相似中心は、X(1682)にあたる。三線座標は以下の式で与えられる。{\displaystyle {\frac {(b+c-a)}{(b^{2}+c^{2}+ab+ac)^{2}}}:{\frac {(c+a-b)}{(c^{2}+a^{2}+bc+ba)^{2}}}:{\frac {(a+b-c)}{(a^{2}+b^{2}+ca+cb)^{2}}}}

### ジェンキンス円とオデーナル点

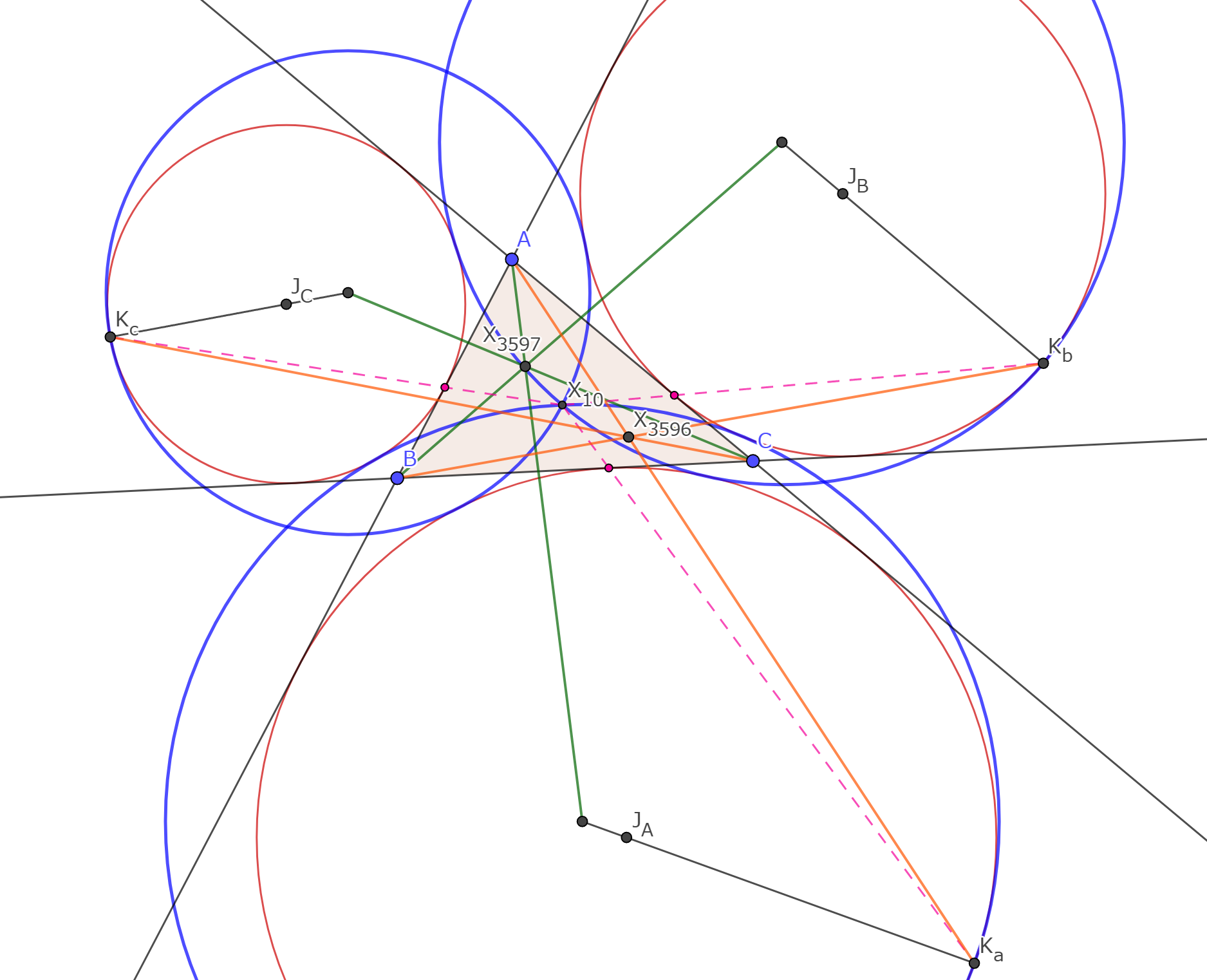
△ABC（茶）、傍心（J_{A},J_{B},J_{C}）、傍接円と辺の接点（赤）、シュピーカー中心（X10）、ジェンキンス円（青）、対応するジェンキンス円と傍接円の接点（K_{a},K_{b},K_{c}）、AK_{a},BK_{b},CK_{c}の交点（X3956）、ジェンキンス円の中心と頂点を結ぶ直線の交点（X3957）

3つの傍接円におけるアポロニウスの問題の解は、アポロニウス円、九点円、3辺の他に3つのジェンキンス円（Jenkins circles）が知られている。
△ABCについて、A,B,C傍接円とBC,CA,ABとの接点をD,E,Fとする。また、シュピーカー中心X10とそれぞれD,E,Fを通る直線と、A,B,C傍接円の、D,E,Fでない方の交点をKa,Kb,Kcとする。AKa,BKb,CKcは一点で交わる。この点を第一オデーナル点（1st Odehnal point）という（Odehnalはオデフナルとも）。それぞれKa,Kb,KcでA,B,C傍接円に内接し、他の2つの傍接円に外接する円はシュピーカー中心を通る。これらの円をジェンキンス円と言う。また、ジェンキンス円の中心とA,B,Cを結んだ線は共点である。この点を第二オデーナル点（2nd Odehnal point）という。
オデーナル点はEncyclopedia of Triangle CentersにおいてそれぞれX3956, X3957として登録されている三角形の中心である。ボリス・オデーナル（Boris Odehnal）によって発見された。

#### 性質
- Ka,Kb,Kcのなす三角形はJenkins-contact triangleと呼ばれる[12]。
- ジェンキンス円の中心が成す三角形は1st Jenkins triangleと呼ばれる。

第一オデーナル点の性質
- 第一オデーナル点は、外接円と内接円の外相似点X56の等長共役点である。
- 九点円の中心、アポロニウス点、第一オデーナル点は共線である。
- ナーゲル点、接触三角形の垂心の等長共役、第一オデーナル点は共線である。
- 内心の等長共役点、シュピーカー中心、第一オデーナル点は共線である。
- 第一オデーナル点X3956は三線座標で以下の式で表される[2]。

{\displaystyle b^{3}c^{3}(b+c-a):c^{3}a^{3}(c+a-b):a^{3}b^{3}(a+b-c)}
第二オデーナル点の性質
- 重心とアポロニウス円の中心と第二オデーナル点は共線である。
- アポロニウス三角形と類似重心のチェバ三角形の配景の中心X2092、垂心、第二オデーナル点は共線である。
- 3つの傍接円の根円（中心は根心X10）とBCの交点をP,Q、△PQX10の外心をA'とする。同様にB',C'を定義する。AA',BB',CC'は第二オデーナル点で交わる。

第ニオデーナル点X3957は三線座標で以下の式で表される。
{\displaystyle f(a,b,c)={\frac {bc}{a^{5}+a^{4}(b+c)-a^{3}(b-c)^{2}-a^{2}(b+c)(b^{2}+c^{2})-2abc(b^{2}+bc+c^{2})-2b^{2}c^{2}(b+c)}}}
として
{\displaystyle f(a,b,c):f(b,c,a):f(c,a,b)}

## 関連
- アポロニウスの定理
- ペルガのアポロニウス
- アポロニウスの問題
- アポロニウスの円束
- 等力点